# Moiremont

Moiremont este o comună în departamentul Marne, Franța. În 2009 avea o populație de 208 de locuitori.